# カルメル派修道女の対話

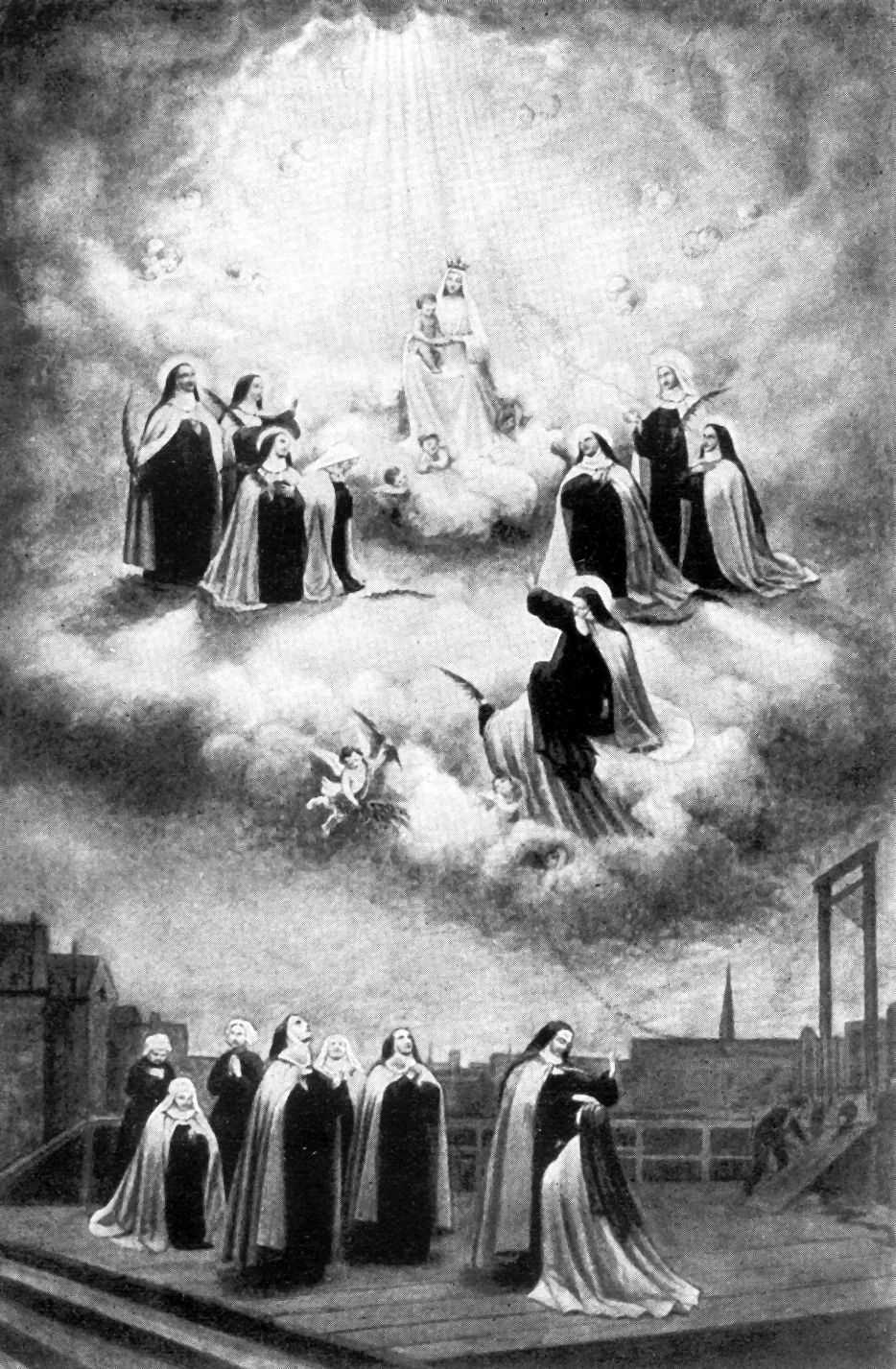
ルイ・ダビドによるコンピエーニュの16人のカルメル派修道女

『カルメル会修道女の対話』（カルメルかいしゅうどうじょのたいわ、フランス語: Dialogues des carmélites）は、フランシス・プーランク作曲のオペラ。フランス革命前後のコンピエーニュにおけるカルメル会修道女の処刑を題材とする。全3幕。

## 概要
1957年1月26日に、ミラノ・スカラ座にて初演され、成功をおさめた。ニーノ・サンツォーニョが指揮を担当し、この時はイタリア語で歌われた。フランス語版初演は同年6月21日に、パリ・オペラ座にて行われ、指揮はピエール・デルヴォーであった。本作が最初にイタリアでイタリア語によって上演された理由は、このオペラの依頼者である楽譜出版会社リコルディとの契約によるものである。プーランクの他のオペラはコミカルな『ティレジアスの乳房』（1947年）、ソプラノ一人によるモノオペラ『人間の声』（1958年）の2作がある。このオペラは19世紀に多く作られた恋愛を中心としたロマンティックな愛憎劇とは全く異なり、シリアスな内容となっている。既に世界的に高い評価を得ているが、『オペラ名曲百科』の著者永竹由幸は「恐ろしいほど冴えきった名曲。現代フランス・オペラでは最高峰であろう」と評している。

## リブレット

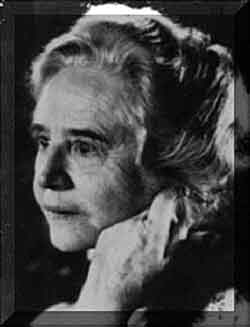
ゲルトルート・フォン・ル・フォール

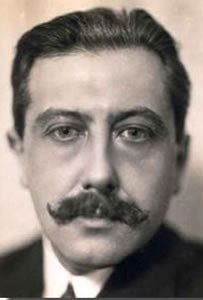
ベルナノス

20世紀のドイツのカトリック文学を代表する女流作家ゲルトルート・フォン・ル・フォールが1931年に発表した小説『断頭台下の最後の女』を、ジョルジュ・ベルナノスが台本化した。リブレットの起源は「コンピエーニュの16修道女殉教者」（英語）というカルメル会修道女の処刑という史実のなかで、生き残ったマザー・マリーが書き残した『証言（報告）』が1906年に出版され、ル・フォールがこの実話に基づいて小説化した。レジスタンス運動で活躍したオーストリアの神父ブルックベルガーがこれを映画化しようということで、当時のカトリック文学の重鎮ベルナノスが指名され、映画のシナリオ が作成された。なお、末期癌と闘っていたベルナノスはこれを書き上げた直後に死亡してしまい、原稿は死後彼の書斎で発見された。このシナリオは当初映画には不向きとされ、戯曲として舞台上演された。映画製作にはさらに時間がかかり、オペラ化のほうが先行することになった。プーランクはこのリブレットを読み、すぐに気に入りオペラ化できる確信を持つに至った。主役にはドゥニーズ・デュヴァルを想定して作曲を進めた。なお、映画自体はフィリップ・アゴスティニ 監督とブルックベルガーにより1960年に『 Le Dialogue des carmélites（英語）』として、ジャンヌ・モロー、アリダ・ヴァリ、ピエール・ブラッスールらの配役で完成している。

## 楽曲

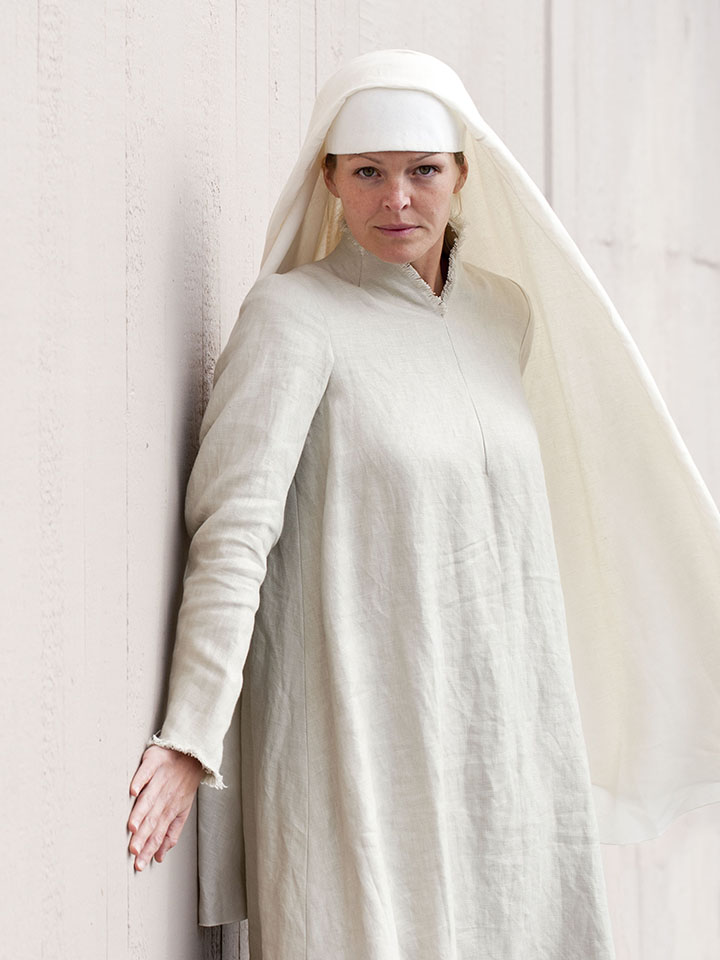
エリン・ロンボ、2011年のストックホルムでの上演

『ラルース世界音楽事典』によれば「本作は稀に見る完全に宗教的なオペラであり、基本的には、女声のために書かれているため、男声はたまに補助的にしか出てこない。ジャン・コクトーの台本による『人間の声』と同じくオーケストラは旋律線を演奏しないだけに、女声は自由になっている。この作品はプーランクの亡き母の思い出に捧げられており、その声楽様式はレシタティーボとアリアの混合である。女声合唱は2度に亘って無伴奏で2曲の宗教曲、第2幕の「アヴェ・マリア」と殉教者が断頭台に上がるおり「サルヴェ・レジーナ」を歌う。この2つの歌は、カトリックの伝統音楽からとったものではなく、プーランクによって特に書き直されたものである。このオペラの慎みとスペクタクル的効果の欠如、そして内密さは管弦楽法の透明さと共に高く評価されている」。プーランクは「ベルナノスの情感あふれる台詞を管弦楽でかき消すことを避けるため、モンテヴェルディのように器楽を抑制して、歌唱の効果を最大限に生かす方法を心掛け、繊細で抑制の利いたオーケストレーションを実現している」。また、ドラマの進行に関しては、全体に内省的な雰囲気を保ち、人物の内面の心理に重点を置いたドラマを構築している点では、明らかにドビュッシーの『ペレアスとメリザンド』の影響が見られる。また、和声進行やオスティナートの多さにはムソルグスキーの『ボリス・ゴドゥノフ』の影響が窺える。このオペラでは「20ほどのモチーフが音楽の基本を作っているが、その表現はベルナノスの宗教観と密接に結びついている。例えば、新修道院長が修道女たちに抱く愛を歌うとき、そこに流れるのはブランシュが兄に向って歌う時の音楽である。こうした音楽素材の共有により、恩寵の転移や苦悩の可換性が感得される素地ができる。『新グローヴ オペラ事典』では「このオペラはプーランクの後期の作品の中でもとりわけ、1930～40年ごろ彼が到達した宗教的、音楽的境地を統合したものになっている。この時期、友人の不慮の死が彼に新たな成熟をもたらし、彼はカトリックの信仰を再発見した。技法的、形式的に高いレベルに達しているにもかかわらず、しばしば調性のある旧式の音楽様式を採用したと弁明していた」と解説している。また、本作はプーランクの音楽の集大成と言える内容となっており、作曲者本人の過去の作品からの部分的引用が多く使われている。具体的には、『ミサ曲 ト長調』、『オルガン、弦楽とティンパニのための協奏曲 ト短調』、『ピアノ協奏曲 嬰ハ短調』、『夜想曲』第1番、歌曲集『冷気と火』（第3曲 全ては消え去り）、『小象ババールの物語』、『2つのクラリネットのためのソナタ』などである。

## 初演後
1957年の初演の後、同年9月20日にアメリカ初演はサンフランシスコ歌劇場にて行われた。英語で歌われ、出演はドロシー・カーステン、レオンティン・プライス、クララメイ・ターナーら、指揮はエーリヒ・ラインスドルフであった。イギリス初演は1958年1月16日にロンドンのコヴェント・ガーデンロイヤル・オペラ・ハウスにて行われた。出演はモリソン、ジョーン・サザーランド、ワトソンら、指揮はラファエル・クーベリックであった。日本初演は1990年に日本オペラ振興会オペラ歌手育成部により日本都市センターホールにて行われた。

## 登場人物
| 人物名                       | 声域         | 役                                                       | ミラノ世界初演時の配役 (1957年1月26日) 指揮： ニーノ・サンツォーニョ | フランス初演時の配役 (1957年6月21日) 指揮： ピエール・デルヴォー |
| ---------------------------- | ------------ | -------------------------------------------------------- | -------------------------------------------------------------------- | ---------------------------------------------------------------- |
| ブランシュ・ド・ラ・フォルス | ソプラノ     | 架空の侯爵家フォルス家の令嬢 カルメル会修道院に入る。    | ヴィルジニア・ゼアーニ                                               | ドゥニーズ・デュヴァル                                           |
| ド・ラ・フォルス侯爵         | バリトン     | ブランシュの父 妻が民衆の暴動に巻き込まれ 命を落とした。 | スキーピオ・コロンボ                                                 | グザヴィエ・ドプラ                                               |
| 騎士フォルス                 | テノール     | ブランシュの兄 ブランシュの身を案じる。                  | ニコラ・フィラクリーディ                                             | ジャン・ジロドー                                                 |
| コンスタンス                 | ソプラノ     | 明るい性格の修道女 ブランシュの友人                      | エウジェニア・ラティ                                                 | リリアーヌ・ベルトン                                             |
| クロワシー夫人               | コントラルト | 現修道院長 ブランシュに修道院の 何たるかを教える。       | ジアンナ・ペデルチーニ                                               | ドゥニーズ・シャルレィ                                           |
| リドワーヌ夫人               | ソプラノ     | 次期修道院長                                             | レイラ・ジェンチェル                                                 | レジーヌ・クレスパン                                             |
| マザー・マリー               | メゾソプラノ | 副修道院長                                               | ジリオーラ・フラッツォーニ                                           | リタ・ゴール                                                     |
| マザー・ジャンヌ             | コントラルト | 修道女長                                                 | ヴィットリア・パロンビーニ                                           | ジャニーヌ・フーリエ                                             |
| シスター・マチルド           | ソプラノ     | 修道女                                                   | フィオレンツァ・コッソット                                           | ジゼル・デムティール                                             |
| 礼拝堂神父                   | テノール     | －                                                       | アルヴィーノ・マネッリ                                               | ミシェル・フォレル                                               |
| 将校                         | バリトン     | －                                                       | ミケーレ・カッツァート                                               | ジャック・マルス                                                 |

- 合唱：その他の修道女たち、将校、囚人、民衆、教徒、その他

## 楽器編成
- 木管楽器:フルート2、ピッコロ、オーボエ2、コーラングレ、クラリネット2、バス･クラリネット、ファゴット2、コントラファゴット
- 金管楽器:ホルン4、トランペット3、トロンボーン3、チューバ、
- 打楽器:ティンパニ（4個）、小太鼓、ムチ、ウッドブロック、クロテイル、トライアングル、シンバル、タムタム、大太鼓、シロフォン、チェレスタ、グロッケンシュピール、鐘）
- その他:弦5部、ハープ2、ピアノ

## 演奏時間
約2時間45分（70分、50分、45分）。

## あらすじ

### 第1幕
第1場
ド・ラ・フォルス侯爵の書斎。
書斎でうたた寝していたド・ラ・フォルス侯爵は、騎士ド・ラ・フォルスから、ブランシュの乗る馬車が群衆に取り囲まれて身動きできないとの知らせを聞き、ブランシュの身を案じていた。程なくしてブランシュは戻り侯爵は安堵するが、ブランシュはコンピエーニュの修道院へ入りたいと言い出す。
第2場
カルメル会修道院の応接間。
数週間後、ブランシュは、修道院長のクロワシー夫人に修道院へ入れて欲しいと頼む。修道院長は、修道院は世俗の危険から逃れるために入るものではないと咎めるが、ついにはブランシュを受け入れることにした。
第3場
修道院内。
ブランシュは、いつも明るい修道女コンスタンスに対し、修道院長が病身なのに不謹慎だと責める。コンスタンスは、修道院長のためならこの身を捧げても良いと返し、さらに、自分とブランシュが若くして同じ日に死ぬ夢を見たと語った。
第4場
修道院の病室。
死に瀕した修道院長は修道女長マリーを呼び、ブランシュを支えるよう頼んだ。入ってきたブランシュにも直接諭すが、ブランシュが退出した直後、修道院長は病の苦痛に耐えきれず錯乱する。ブランシュが再び入ってきたとき、修道院長は正気を取り戻し、そのまま亡くなっていった。

### 第2幕
第1場
礼拝堂。

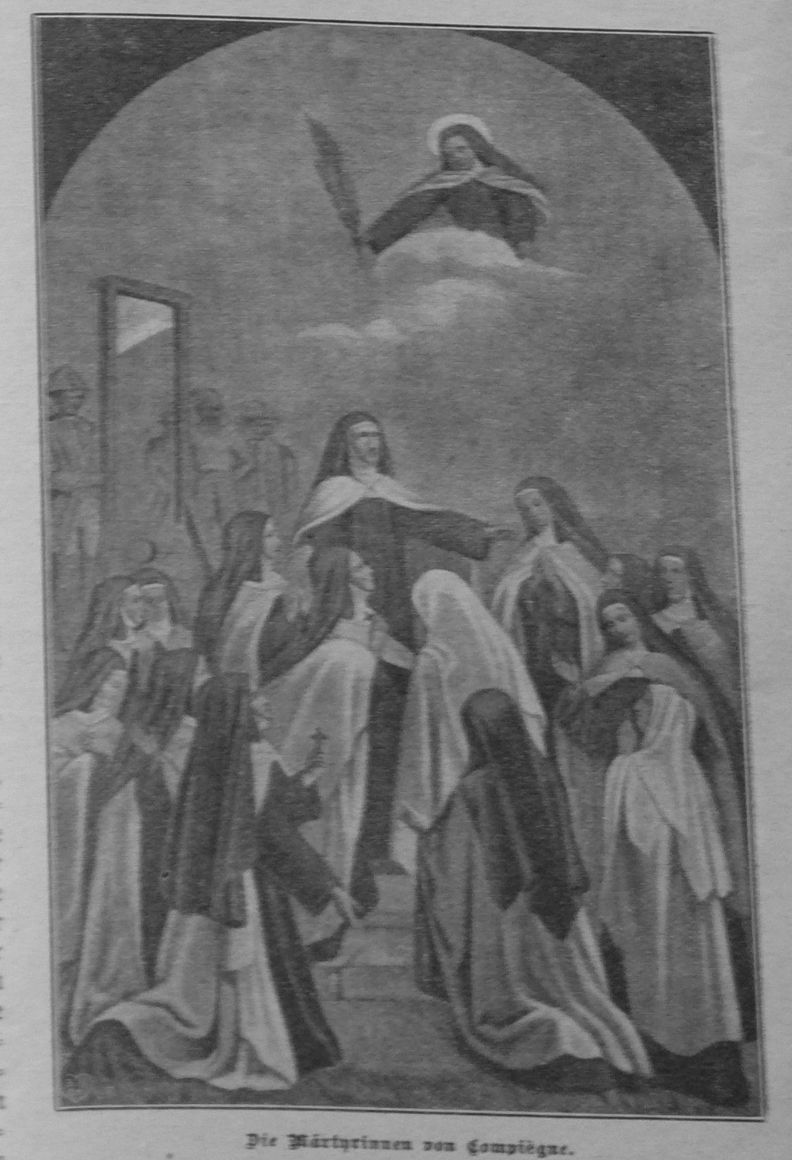
コンピエーニュの殉教者（1907年）

ブランシュとコンスタンスは修道院長の棺の守番をしていた。時間が来て、コンスタンスは交代を呼びに礼拝堂を離れる。ブランシュは怖くなって扉へ向かうが、出くわしたマリーに棺から離れないよう咎められた。
幕前劇
修道院の庭。
ブランシュとコンスタンスは、修道院長の墓を花で飾り付けながら、次の修道院長に誰がなるか話をしていた。続けて、コンスタンスは、修道院長がなぜあんなに苦しんで亡くなったのか思案し、おそらく修道院長は他人の苦しみを身代わりに引き受けたのだろうと結論した。
第2場
参事会室。
リドワーヌ夫人が新しい修道院長に選ばれた。新修道院長は就任の挨拶をし、今後も神に祈りを捧げ続けるよう修道女らに語った。
幕前劇
修道院の廊下。
騎士ド・ラ・フォルスが、ブランシュを連れて国外へ逃げるために修道院を訪れた。修道院長はマリーの立ち会いの下、面会を許可した。
第3場
面会室。
騎士ド・ラ・フォルスは、父も心配していると告げてブランシュを連れ出そうと説得するが、ブランシュは、修道院に留まることを選んだ。騎士ド・ラ・フォルスが去った後、ブランシュは弱音を口にし、マリーの励ましを受けた。
第4場
聖具室。
政府によって聖務は禁じられた。修道院でミサを取り仕切った司祭は、修道院から離れ身を隠すことにした。修道女らは不遇を嘆き、マリーは殉教こそが国に信仰を取り戻す道と語るが、修道女長は殉教すべきでないと説く。
司祭が群衆に追われて修道院に戻ってきた。群衆は、修道院の門を開けるよう叫び声を上げる。修道女たちはこれを防ごうとするが、結局門を開けることとなった。群衆とともに修道院へ入ってきた役人は、修道院を解散させ建物を接収するとの命令を告げた。

### 第3幕
第1場
廃墟となった礼拝堂。

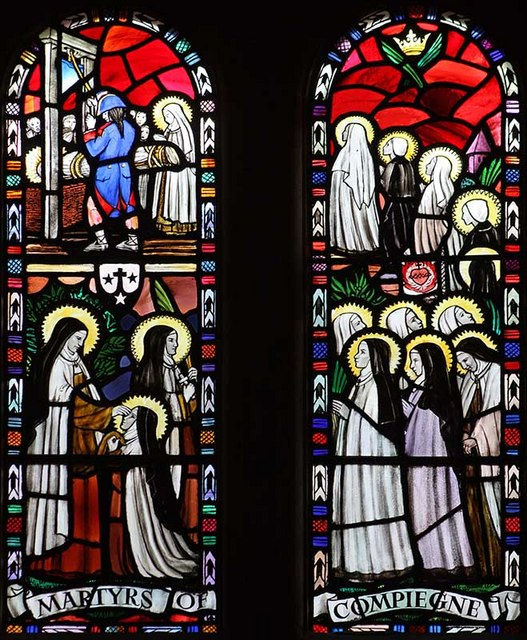
ノーフォークのクイデナムにある教会のステンドグラスに描かれたカルメル山の聖母

修道院長がパリへ行っている間、マリーの提案で殉教すべきか否かが無記名投票にかけられることとなった。反対票が１票だけあり、修道女たちはブランシュが投じたものと推測するが、意外なことに、反対票を投じたのはコンスタンスだった。しかし、コンスタンスは反対票を撤回すると宣言し、修道女たちは殉教することとなった。この間に、ブランシュは怖くなって修道院から逃げ出した。
幕前劇
修道院の外の通り。
戻ってきた修道院長以下、修道女たちは平服に着替える。役人からは、市民は常に見張っているとの警告を受けた。
第2場
旧ド・ラ・フォルス侯邸の書斎。
ブランシュは、群衆に占拠されたかつての自宅で、メイドとして働いていた。ある日マリーがやってきて、もっと安全な場所があると教え、ブランシュに住所を伝えるが、ブランシュは、ここが一番安全だと主張して、動こうとしなかった。
幕前劇
バスティーユ近くの路上。
ブランシュは、コンピエーニュのカルメル会修道院の修道女たちが逮捕されたという噂を耳にした。
第3場
コンシェルジュリ監獄。
修道女たちは、牢獄で過ごす初めての夜を迎えていた。修道院長は、何者も信仰を奪うことはできないと説き、また、自分も殉教の誓いに加わると宣言する。コンスタンスは、ブランシュが牢獄にいないことに気づくが、最後には必ずやってくると確信していた。
役人が牢獄に入ってきて、修道女たちが革命を転覆する企てをしたとして、その全員を死刑にすると宣告した。
幕前劇
バスティーユ近くの路上。
マリーは、修道女たちが死刑になると司祭から聞き、自分も殉教すべく刑場へ向かおうとするが、司祭から、あなたは命を長らえることが神の思し召しに従う道だと説かれる。
第4場
革命広場。
修道女たちは、「サルヴェ・レジーナ」を歌いながら処刑台へ向かい、一人ずつギロチンにかけられる。コンスタンスが最後の一人として処刑台に立ったとき、ブランシュが刑場に現れた。ブランシュは、コンスタンスがギロチンにかけられて途絶えた歌を引き継ぎ、「来たり給え、創造主なる聖霊よ」を歌いながら、コンスタンスと同じ日に命を喪った。

## 音楽
劇中で用いられる聖歌
- 墓よりラザロを蘇らせし御方：第2幕第1場。
- アヴェ・マリア：第2幕第2場。
- アヴェ・ヴェルム・コルプス：第2幕第4場。
- サルヴェ・レジーナ：第3幕第4場。
- 来たり給え、創造主なる聖霊よ（en:Veni Creator Spiritus）：第3幕第4場。

## 主な全曲録音・録画
| 年   | 配役 ブランシュ・ド・ラ・フォルス コンスタンス リドワーヌ夫人 クロワシー夫人 マリー                                     | 指揮者、 管弦楽団および合唱団                                                                               | レーベル                            |
| ---- | --- | --- | ----------------------------------- |
| 1958 | ドゥニーズ・デュヴァル リリアーヌ・ベルトン レジーヌ・クレスパン ドゥニーズ・シャーリィ リタ・ゴール                    | ピエール・デルヴォー パリ・オペラ座管弦楽団 パリ・オペラ座合唱団                                            | CD: EMI ASIN: B0001O3YBW            |
| 1990 | カトリーヌ・デュボスク ブリジット・フルニエ ラシェル・ヤカール リタ・ゴール マルティーヌ・デュピュイ                    | ケント・ナガノ リヨン歌劇場管弦楽団 リヨン歌劇場合唱団                                                      | CD: Virgin B000FVR5FW               |
| 1999 | アンヌ=ソフィー・シュミット パトリシア・プティボン ナディーヌ・ドゥニーズ ヴァレリー・ミロー ヘトヴィヒ・ファスベンダー | ジャン・レイサム＝ケーニック ストラスブール・フィルハーモニー管弦楽団 ラン歌劇場合唱団 演出：マルト・ケラー | DVD: ArteHouse ASIN: B000053GTD     |
| 2004 | ダグマー・シェレンベルガー ローラ・エイキン グヴィン・ゲイヤー アニャ・シリヤ バーバラ・ディヴァー                      | リッカルド・ムーティ ミラノ・スカラ座管弦楽団 ミラノ・スカラ座合唱団 演出：ロバート・カーセン               | DVD: ArteHouse ASIN: B000TJBNOE     |
| 2008 | アレクシア・ヴルガリドゥ ヤーナ・ビュヒナー アン・シュヴァネウィルム キャスリン・ハリーズ ガブリエーレ・シュナウト      | シモーネ・ヤング ハンブルク国立歌劇場管弦楽団 ハンブルク国立歌劇場合唱団 演出：ニコラス・レーンホフ         | DVD: ArteHouse ASIN: B003RS7QRC     |
| 2010 | スーザン・グリットン エーレヌ・ギルメット ソイレ・イソコスキ シルヴィー・ブリュネ スサネ・レースマーク                  | ケント・ナガノ バイエルン国立管弦楽団 バイエルン国立歌劇場 合唱団 演出：ディミトリ・チェルニャコフ          | DVD: Bel Air ASIN: B01I05LVJ0       |
| 2011 | サリー・マシューズ ヘンドリッケ・ファン・ケルクホーフ デボラ・ポラスキ ハイディ・ブルンナー ミケーレ・ブリート          | ベルトラン・ド・ビリー ウィーン放送交響楽団 アルノルト・シェーンベルク合唱団                                | CD: Oehms Classics ASIN: B0069TWD9C |
| 2013 | パトリシア・プティボン サンドリーヌ・ピオー ヴェロニク・ジャンス ロザリンド・プロウライト ソフィー・コッシュ            | ジェレミー・ロレール フィルハーモニア管弦楽団 シャンゼリゼ劇場 合唱団 演出：オリヴィエ・ピィ                | DVD: Erato ASIN: B00NT2NFPI         |